# Norra Drängsmark
Norra Drängsmark is een plaats in de gemeente Skellefteå in het landschap Västerbotten en de provincie Västerbottens län in Zweden. De plaats heeft 84 inwoners (2005) en een oppervlakte van 22 hectare. De plaats ligt aan de rand van een bos, ongeveer 1,5 kilometer ten noorden van de grotere plaats Drängsmark.